# Berwick-upon-Tweed
Pronunciação
Berwick-upon-Tweed é uma cidade no condado de Northumberland. É a cidade mais a norte da Inglaterra, Segundo o censo do Reino Unido de 2011 tem 12,043 pessoas vivendo em Berwick.
Berwick foi fundada como um assentamento anglo-saxão na época do Reino da Nortúmbria, que foi anexada pela Inglaterra no século X. Uma paróquia civil e um conselho municipal foram formados em 2008 compreendendo as comunidades de Berwick, Spittal e Tweedmouth.
A área esteve durante mais de 400 anos no centro de guerras fronteiriças históricas entre os Reinos de Inglaterra e da Escócia, e várias vezes a posse de Berwick mudou de mãos entre os dois reinos. A última vez que mudou de mãos foi quando Ricardo de Gloucester a retomou para a Inglaterra em 1482. Até hoje muitos moradores sentem uma afinidade próxima com a Escócia.
Berwick continua sendo uma cidade tradicional de mercado e também tem algumas características arquitetônicas notáveis, em particular suas muralhas medievais, sua Prefeitura georgiana, suas muralhas elizabethanas e os primeiros edifícios de quartéis da Grã-Bretanha, que Nicholas Hawksmoor construiu (1717-1721) para o Conselho de Artilharia.